# Leucochlaena trinota
Leucochlaena trinota là một loài bướm đêm trong họ Noctuidae.